# Королевская академия изящных искусств Сан-Карлос
Королевская Академия изящных искусств Сан-Карлос (исп. La Real Academia de Bellas Artes de San Carlos) — государственная академия художеств Испании, расположенная в городе Валенсия.

## История
Предшественником Академии Сан-Карлос была Академия Санта-Барбара (Academia de Santa Bárbara), которая размещалась в одном из зданий Университета Валенсии и была названа в честь жены короля Фердинанда VI (правил в 1746—1759 годах) Барбары Португальской. Академия Санта-Барбара была создана указом короля Фердинанда VI в ответ на прошение группы валенсийских живописцев. В числе членов академии были Хосе Вергара-Химено и его брат Игнасио.
После смерти монарха Академия была закрыта из-за экономических трудностей. Желая возродить это заведение, 14 февраля 1768 года король Испании Карл III издал указ о создании Академии по образцу Королевской Академии изящных искусств Сан Фернандо, которая воплощала лучшие качества учебных заведений Испании и Франции того времени. Первоначально воссозданная академия носила название Королевская Академия Трёх Благородных Искусств Сан-Карлос.
Когда из-за роста числа студентов, академии потребовалось новое помещение, правительство в 1838 году передало её здания монастыря Эль-Кармен, где успешно продолжились работа академии и формирование её художественных коллекций, составивших со временем целый музей.
Королевский указом от 24 июля 1913 года Музей был официально отделён от Академии и стал самостоятельной структурой. Сегодня он известен под названием музей изящных искусств Валенсии и является главным художественным музеем города.
В 1942 году из комплекса зданий монастыря Эль-Кармен академия и музей переехали в величественное здание бывшей католической семинарии святого Пия V, где остаются по настоящее время.
Среди студентов и преподавателей академии разных лет — Висенте Лопес Портанья, Агустин Эстеве, Мануэль Гонсалес Марти, Энрике Симоне, Виктория Франсес и многие другие.

## Структура и факультеты
На сегодняшний день, Академия состоит из четырёх факультетов: архитектуры, скульптуры, факульета рисунка и гравюры и факультета музыки.
Деятельность и организация Академии регулируется постановлением правительства Валенсии от 1989 года. Высочайший покровитель — король Испании. В Почётный президиум академии входят члены правительства автономного сообщества Валенсии.